# STUDIO 4℃
STUDIO4℃（正式名称：株式会社スタジオよんどしい、英: STUDIO4℃ Co.,Ltd.）は、日本のアニメ制作会社。日本動画協会正会員。
社名の4℃は、水の密度が一番高いのは摂氏4度であることから、作品のクオリティーの高さを保証するという意味で名付けられた。

## 概要
1988年、スタジオジブリの草創期を支えた一人だった田中栄子とマッドハウスやスタジオあんなぷるでアニメーターとして頭角を現した森本晃司を中心に、映像制作集団としてのSTUDIO4℃が発足した。ジブリ作品の制作に森本が参加したことで田中との交流が生まれたのがきっかけだった。当時スタジオジブリで制作中の『となりのトトロ』のラインプロデューサーだった田中が大友克洋監督のアニメ映画『AKIRA』の制作の遅れを知ってトトロ作画スタッフを『AKIRA』スタジオに出向させたり、その恩返しに森本らが『魔女の宅急便』に参加したりしたことで親交が深まっていった。そして「自分たちのパブリックスペースを作りたい」というという森本、佐藤好春の願いに田中が応じ、吉祥寺にスタジオを構えることになった。最初はそれまで田中が住んでいた民家を明け渡してもらい、そこを使って作品の制作も行っていた。
1993年頃、個人と集団の仕事の区別が曖昧で管理が難しくなってきたため、映像制作集団としてのSTUDIO4℃は終了する。いったん解散して、とりあえず会社組織としてのSTUDIO4℃の機能を大友克洋のオムニバス映画『MEMORIES』を制作する吉祥寺のスタジオに集約することになった。それ以外のメンバーは、佐藤好春や井上鋭のように日本アニメーションに入る道を選んだり、金田伊功たちのように、元の民家を田中から借りて「スタジオのんまると」と名乗ったりと、それぞれの道を選んだ。その後、「有限会社スタジオよんどしい」が設立され、2007年に株式会社に登記変更された。
制作会社としての立ち位置については、代表取締役である田中栄子プロデューサーが「王道はジブリがやる。私たちは側道を埋める」と説明している。クリエイターたちの才気を尊重しようとする社風もあって、オーソドックスな作品よりも目利きをうならせる玄人好みの作品や初期の森本作品が醸し出していた先鋭的なイメージ通りの尖った雰囲気の作品を一貫して送り出しながら、次々と新しい人材を抜擢することで安定して国民的なヒット作を送り出すスタジオジブリの横を並走してきた。ジブリで演出補を務めた経験のある片渕須直、天才アニメーターと評判だった湯浅政明などの新しい才能に劇場作品を初監督するチャンスを与えて後に数々の賞を受賞して日本を代表するアニメーション監督となった彼らのキャリアの端緒を開いたり、アニメ界の制作や受容の「多国籍化」の流れに乗って、北米出身のCGクリエイターのマイケル・アリアスの監督起用や海外との合作（『ムタフカズ -MUTAFUKAZ-』）や海外の有名映画やゲームの派生作品（『アニマトリックス』『Halo Legends』）への参加というワールドワイドな制作スタンスによって世界から求められるアニメスタジオの地位を確立したりと、独自のポジションを築いている。しかし、ジブリの制作部門休止後の2010年代後半からは、その間隙を埋めるように親子で楽しめるような一般向けの劇場作品も公開するようになり、メインストリームに向かう一歩を踏み出し始めた。

### 特色
劇場作品を中心に、テレビアニメ、CM、ミュージック・ビデオ、ゲーム内ムービーなど、様々なジャンルの作品を制作している。劇場作品の制作の合間にCMやゲームの仕事を通じて新しい技術に挑戦し、次の劇場作品に生かしている。セガとシンクが立ち上げた3DCGスタジオのトリロジーで2D作画と3DCGの融合という手法に挑み、日本的な手描きの緻密さにCGならではの質感や量感、奥行きを取り入れるなどの試みに挑戦している。テレビアニメ制作では、業界では一般的には各工程で担当を分ける分業制が採られることが多いのに対し、作品ごとに工程管理の方法を変えるなど、臨機応変に対応しているのが特徴。

### Beyond C.
Beyond C.（正式名称：株式会社美よんどしい）は、アニメーションとその関連商品、マルチメディア関連情報サービスの企画・開発・製作・配給・著作権管理を主業務とした会社。1997年設立。代表は田中栄子。下記のビヨンドシティも運営している。また、2007年6月には美よんどしいとSBIホールディングスとその子会社のSBI Robo、企画会社のアーカイブゲートと業務提携を締結、金融分野における仮想空間「Cyber MEGACITY - 東京0区」を開始するためのジョイントベンチャーを設立することとなった。

### ビヨンドシティ
Beyond City（ビヨンドシティ）は、STUDIO4℃が手がけ、Beyond C.が運営する実験的WEBプロジェクト。ネット上に存在するサイバー都市というコンセプトのもと、不思議な「部屋」から始まり、便所、落書きの壁、稲荷町商店街、思いで中町といったアンダーグラウンドな裏路地が設けられたWEBサイトとなっている。ビヨンドシティ内で起こる様々な怪現象、殺人事件は「幸せの虫」というユーザー体感型FLASHアニメーションとして森本が手がけている。

## 沿革
- 1986年5月2日 - 創業。
- 1999年12月24日 - 「有限会社スタジオよんどしい」を設立。
- 2007年 - 株式会社に登記変更。

## 主な作品

### テレビアニメ
| 開始年 | 放送期間         | タイトル                                                              | 備考                                                   |
| ------ | ---------------- | --------------------------------------------------------------------- | ------------------------------------------------------ |
| 2001年 | 10月 - 2002年3月 | ピロッポ                                                              |                                                        |
| 2004年 | 4月 - 2005年3月  | 魔法少女隊アルス                                                      |                                                        |
| 2007年 | 8月              | スポーツ大佐                                                          |                                                        |
| 2007年 | 12月 - 2009年5月 | トランスフォーマー アニメイテッド                                     |                                                        |
| 2011年 | 2011年           | サンダーキャッツ                                                      |                                                        |
| 2017年 | 1月 - 6月        | 戦隊ヒーロー スキヤキフォース -ぐんまの平和を願うシーズン-            |                                                        |
| 2017年 | 2月              | おかしなガムボール                                                    | #77-2「因縁の対決？」 バトルシーンのアニメーション制作 |
| 2018年 | 1月 - 6月        | 戦隊ヒーロー スキヤキフォース -ぐんまの平和を願うシーズン え、また？- |                                                        |

### 劇場アニメ
| 公開年 | タイトル                               | 備考                                                                                       |
| ------ | -------------------------------------- | ------------------------------------------------------------------------------------------ |
| 1995年 | MEMORIES                               |                                                                                            |
| 1997年 | 音響生命体ノイズマン                   | 劇場用ショートムービー                                                                     |
| 1998年 | スプリガン                             |                                                                                            |
| 2001年 | アリーテ姫                             |                                                                                            |
| 2004年 | マインド・ゲーム                       |                                                                                            |
| 2006年 | 鉄コン筋クリート                       |                                                                                            |
| 2007年 | Genius Party                           |                                                                                            |
| 2008年 | Genius Party Beyond                    |                                                                                            |
| 2009年 | ファースト・スクワッド                 | Ligalize、ロシア（ロシア語: Первый отряд）STUDIO 4℃、ロシアMolot Entertainmentによる合作。 |
| 2012年 | 映画『ベルセルク 黄金時代篇』三部作    |                                                                                            |
| 2013年 | Justice League: The Flashpoint Paradox |                                                                                            |
| 2014年 | 黒の栖-クロノス-                       | 2013年度若手アニメーター育成プロジェクト「アニメミライ2014」参加作品                       |
| 2015年 | ハーモニー                             |                                                                                            |
| 2016年 | UTOPA                                  |                                                                                            |
| 2018年 | ムタフカズ -MUTAFUKAZ-                 |                                                                                            |
| 2019年 | 海獣の子供                             |                                                                                            |
| 2020年 | えんとつ町のプペル                     |                                                                                            |
| 2021年 | 漁港の肉子ちゃん                       |                                                                                            |
| 2025年 | ChaO                                   | アヌシー国際アニメーション映画祭2025 長編コンペティション部門審査員賞（準グランプリ）受賞  |

### OVA
| 発売年 | タイトル                                                                            | 備考 |
| ------ | ----------------------------------------------------------------------------------- | --- |
| 1997年 | 永久家族                                                                            | |
| 2001年 | デジタルジュース                                                                    | |
| 2002年 | Grasshoppa!                                                                         | |
| 2003年 | アニマトリックス「セカンド・ルネッサンス」                                          | |
| 2003年 | アニマトリックス「キッズ・ストーリー」                                              | |
| 2003年 | アニマトリックス「ビヨンド」                                                        | |
| 2003年 | アニマトリックス「ディテクティブ・ストーリー」                                      | |
| 2004年 | 土方歳三 白の軌跡                                                                   | |
| 2004年 | きまぐれロボット                                                                    | |
| 2006年 | Amazing Nuts!                                                                       | |
| 2007年 | DEEP IMAGINATION―創造する遺伝子たち                                                 | このOVAの為に書き下ろされた主題歌である「DEEP IMAGINATION」（ANA、マキシシングル『EXTRA』に収録）のPVはこのOVAを元にして作られている。 |
| 2008年 | バットマン ゴッサムナイト                                                           | ※オムニバス作品。4℃は『俺たちのスゴい話』、『克服できない痛み』の2エピソードを担当。                                                   |
| 2008年 | デトロイト・メタル・シティ                                                          | |
| 2009年 | ファースト・スクワッド                                                              | |
| 2010年 | Halo Legends エピソード1&2【Origins Part1 & Part2】 / エピソード7【The Babysitter】 | ※オムニバス作品。4℃は3エピソードを担当。                                                                                               |

### Webアニメ
| 配信年 | タイトル                                               | 備考                                                             |
| ------ | ------------------------------------------------------ | ---------------------------------------------------------------- |
| 2012年 | TOYOTA×STUDIO 4℃ PRESENTS 『PES (Peace Eco Smile)』    |                                                                  |
| 2015年 | 日本漢字能力検定協会「彼女が漢字を好きな理由」前・後編 | 公益財団法人「日本漢字能力検定協会」の公式プロモーションビデオ。 |
| 2023年 | 火の鳥 エデンの宙                                      |                                                                  |

### ゲーム
| 発売年 | タイトル                                 | 備考                                                                                |
| ------ | ---------------------------------------- | ----------------------------------------------------------------------------------- |
| 2000年 | ポポロクロイス物語II                     | アニメーションパターン                                                              |
| 2001年 | エースコンバット04 シャッタードスカイ    | ムービーパート                                                                      |
| 2003年 | サモンナイト3                            | OPパート                                                                            |
| 2004年 | エースコンバット5 ジ・アンサング・ウォー | ムービーパート                                                                      |
| 2004年 | ラクガキ王国2 魔王城の戦い               | OP&EDパート                                                                         |
| 2005年 | シャイニング・フォース ネオ              | アニメーションパート                                                                |
| 2005年 | ローグギャラクシー                       | ムービーパート                                                                      |
| 2008年 | ティアーズ・トゥ・ティアラ 花冠の大地    | オープニングアニメーション                                                          |
| 2008年 | 戦国BASARA X                             | オープニングアニメーション                                                          |
| 2009年 | ストリートファイターIV〜新たなる絆〜     | ストリートファイターIVの家庭用ゲームソフトの初回購入特典DVDに収録された長編ムービー |
| 2009年 | オリジナルアニメーション3.feat.さくら    | ストリートファイターIVのゲームイベントなどで公開された短編ムービー                  |
| 2010年 | ザックとオンブラ まぼろしの遊園地        | アニメーションパート                                                                |
| 2011年 | キャサリン                               | アニメーションパート                                                                |
| 2011年 | Hard Corps: Uprising                     | アニメーションパート                                                                |
| 2014年 | 討鬼伝 極                                | アニメーションPV                                                                    |

### ミュージック・ビデオ
| 公開年 | アーティスト                     | 作品名        | 監督 | 備考 |
| ------ | -------------------------------- | ------------- | --- | --- |
| 1996年 | ケン・イシイ                     | EXTRA         | 森本晃司 | シングル曲。 |
| 1999年 | The Bluetones                    | 4-Day Weekend | 森本晃司 | イギリスのロックバンドのシングル曲。 |
| 1999年 | GLAY                             | サバイバル    | 森本晃司 | シングル曲 |
| 2001年 | キセル                           | 次元ループ    | | シングル曲 |
| 2002年 | 浜崎あゆみ                       | Connected     | 森本晃司 | シングル曲 |
| 2005年 | Utada                            | FLUXIMATION   | 1. 森本晃司, 2. 中澤一登, 3. 森本晃司, 4. 二村秀樹, 5. 北久保弘之, 6. 金井次朗, 7. 芦野芳晴, 8. 二村秀樹, 9. 森本晃司, 10. 青木康弘, 11. 福島敦子, 12. 田中達之, 13. 中山大輔, 14. 青木康浩（総監修：森本晃司） | 作品集。Utada自身がアルバム『EXODUS』収録曲（全14曲）から各曲40秒前後をピックアップし、それに合わせて各クリエイターが自由にイメージを描いたもの。auのEZweb、NTTドコモのi-modeの携帯サイト「FLUX（フラックス）」から配信された。 |
| 2005年 | 宇多田ヒカル                     | Passion       | 森本晃司 | シングル曲。アニメーションパート。 |
| 2006年 | 信近エリ                         | 夢のかけら    | | シングル曲。 |
| 2006年 | m-flo、RAM RIDER、倖田來未、mink | Amazing Nuts! | 1. 中山大輔, 2. 山下卓, 3. 青木康浩, 4. 4゜ファーレンハイツ | 作品集。日本のアーティストとSTUDIO4℃のクリエイターとのコラボレーション作品。通常のミュージック・ビデオとは異なり、制作途中の各作品のプロットや絵コンテから楽曲の制作がスタートしている。                                        |
| 2008年 | ASIAN KUNG-FU GENERATION         | 新しい世界    | 中澤一登 | アルバム曲。 |
| 2008年 | たむらぱん                       | ゼロ          | | シングル曲。アニメーションパート。 |

### テレビCM
| 放送年 | 企業名                           | タイトル                                              | 備考             |
| ------ | -------------------------------- | ----------------------------------------------------- | ---------------- |
| 2004年 | コナミデジタルエンタテインメント | 遊☆戯☆王『デュエルモンスターズ SOUL OF THE DUELIST』  |                  |
| 2005年 | コナミデジタルエンタテインメント | 遊☆戯☆王『デュエルモンスターズ SHADOW OF INIFINITY』  |                  |
| 2007年 | コナミデジタルエンタテインメント | 遊☆戯☆王『デュエルモンスターズ FORCE OF THE BREAKER』 |                  |
| 2007年 | コナミデジタルエンタテインメント | 遊☆戯☆王『デュエルモンスターズ GLADIATOR'S ASSAULT』  |                  |
| 2008年 | コナミデジタルエンタテインメント | 遊☆戯☆王『デュエルモンスターズ PHANTOM DARKNESS』     |                  |
| 2012年 | シャープ                         | AQUOS PHONE Xx 106SH                                  |                  |
| 2015年 | アサヒ飲料                       | 三ツ矢サイダー『空飛ぶサイダー』                      | アニメパート制作 |
| 2023年 | UACJ                             | 夢みるアル美 広がり篇                                 |                  |
| 2024年 | UACJ                             | 夢みるアル美 リサイクル篇                             |                  |

### 制作協力
| 年      | タイトル                                             | 制作元請                                                   | 備考                                                          |
| ------- | ---------------------------------------------------- | ---------------------------------------------------------- | ------------------------------------------------------------- |
| 1995年  | マクロス7 銀河がオレを呼んでいる!                    | 葦プロダクション ハルフィルムメーカー スタジオジュニオ     | アニメ映画。オープニング制作                                  |
| 2001年  | とっとこハム太郎                                     | トムス・エンタテインメント                                 | テレビアニメ。各話制作協力                                    |
| 2001年  | 地球少女アルジュナ                                   | サテライト                                                 | テレビアニメ。各話制作協力                                    |
| 2004年  | スチームボーイ                                       | サンライズ                                                 | アニメ映画。制作協力                                          |
| 2007年- | FICTION ZERO / NARRATIVE ZERO                        |                                                            | 雑誌。イラストレーション協力                                  |
| 2007年  | beatmaniaIIDX 15 DJ TROOPERS                         | ゲームソフト。ゲーム中に流れるミュージックビデオの制作協力 |                                                               |
| 2010年  | 借りぐらしのアリエッティ                             | スタジオジブリ                                             | アニメ映画。作画協力                                          |
| 2013年  | Kick-Heart                                           | Production I.G                                             | 短編アニメーション。制作協力（動画）                          |
| 2013年  | かぐや姫の物語                                       | スタジオジブリ                                             | アニメ映画。作画協力                                          |
| 2014年  | ジョバンニの島                                       | Production I.G                                             | アニメ映画。制作協力                                          |
| 2014年  | Tuzki:LOVE ASSASSIN                                  |                                                            | 中国で人気のキャラクター"Tuzki"の短編アニメーション。制作協力 |
| 2015年  | サザエさん                                           | エイケン                                                   | テレビアニメ。制作協力                                        |
| 2016年  | クレヨンしんちゃん 爆睡!ユメミーワールド大突撃       | シンエイ動画                                               | アニメ映画。制作協力                                          |
| 2017年  | クレヨンしんちゃん 襲来!!宇宙人シリリ                | シンエイ動画                                               | アニメ映画。制作協力                                          |
| 2018年  | クレヨンしんちゃん 爆盛!カンフーボーイズ〜拉麺大乱〜 | シンエイ動画                                               | アニメ映画。制作協力                                          |
| 2019年  | 天気の子                                             | コミックス・ウェーブ・フィルム                             | アニメーション制作協力                                        |
| 2020年  | 泣きたい私は猫をかぶる                               | スタジオコロリド                                           | アニメ映画。制作協力（第二原画、動画）                        |
| 2022年  | サマータイムレンダ                                   | OLM Team Kojima                                            | テレビアニメ。オープニング制作                                |
| 2023年  | 君たちはどう生きるか                                 | スタジオジブリ                                             | アニメ映画。作画協力                                          |

### その他
| 年      | タイトル                                           | 備考 |
| ------- | -------------------------------------------------- | --- |
| 1996年  | RAMPO（奥山バージョン）                            | 映画。アニメーションパート |
| 2001年- | 天才ビットくん                                     | テレビ番組 |
| 2002年  | ドラムカンナの冒険（『天才てれびくんワイド』枠内） | 人形劇。CGアニメーションパート |
| 2004年  | 下妻物語                                           | 映画。アニメーションパート |
| 2004年  | NIKE『恐怖の部屋』                                 | レブロン・ジェームズ主演のNIKEのCMシリーズのアニメーションバージョン                                                                     |
| 2005年- | リンカーン                                         | テレビ番組。オープニングアニメーション                                                                                                   |
| 2007年- | フジヤマ☆スタア                                    | テレビ番組 |
| 2008年  | 闘茶〜Tea Fight〜                                  | 映画。アニメーションパート |
| 2008年- | キミハ・ブレイク                                   | テレビ番組。オープニングアニメーション                                                                                                   |
| 2009年  | 少年メリケンサック                                 | 映画。アニメーションパート |
| 2009年  | 鈍獣                                               | 映画。アニメーションパート |
| 2012年  | 新・光神話 パルテナの鏡『メデューサの逆襲』        | ニンテンドービデオ（ニンテンドー3DS）で配信の短編アニメーション                                                                          |
| 2012年  | 火曜曲!                                            | テレビ番組。CG |
| 2012年  | Love Like Aliens                                   | Rashad Haughton監督・脚本のショートフィルム 田中達之がアートディレクターを、Studio 4℃はプロダクションデザイン・アートデザインを担当      |
| 2014年  | 渇き。                                             | 映画。アニメーションパート |
| 2014年  | NAZO                                               | 宝探し&謎解きスマートフォンアプリ。シーン/キャラクタービジュアル制作                                                                     |
| 2021年  | Doodle チャンピオン アイランド ゲーム              | 2020年東京オリンピック・パラリンピックのために作られ、Googleによって公開されたコンピュータRPG アニメーションパート、キャラクターデザイン |
| 2025年  | Future Kid Takara                                  | NHKエンタープライズとのコラボレーション作品。学校教育用として制作されたショートアニメーション。                                          |

## 関連人物

### 制作
- 田中栄子（代表取締役）
- 深江暢

### クリエイター
- 森本晃司
- 西見祥示郎
- 中山大輔
- 湯浅政明
- 大友克洋
- 石井克人
- 片渕須直
- 窪岡俊之
- 佐藤好春
- 田中達之
- Tuzki
- マイケル・アリアス
- 松本大洋

## 関連組織
- スタジオのんまると - STUDIO4℃が会社組織になる際、金田伊功らが分かれて設立した制作スタジオ。
- アスラフィルム - 出身の望月重孝が2013年に設立。
- MAPPA - 制作を務めた大塚学が2016年より代表取締役社長を務めている。
- 神風動画 - 代表の水崎淳平が一時期在籍していた。
- studio maf - 出身の深江暢が設立。

## 労働問題
割増賃金未払いによる労働基準監督署からの是正勧告
2019年6月25日に、労働基準法37条(残業代の割増賃金の支払い)に違反しているとして、三鷹労働基準監督署から是正勧告を受けた。なお、労基署に申告した社員は、是正勧告後も未払い残業代が支払われておらず、未払い残業代と付加金 を求めて2019年10月に同社を提訴した。しかし、会社側が原告社員に連絡をしないまま2020年6月上旬に未払い残業代の全額と遅延損害金を振り込んだことで請求の原因が消滅し、原告社員の求めた「裁判の取り下げ」に会社側が応じなかった（棄却判決を求めた）ため、原告社員は「請求放棄」を理由に裁判を終了させることになった。原告社員は、2020年6月現在も同社に勤めており、アニメーション制作の仕事ではなく雑用を与えられているという。